# روبرت دين سميث
روبرت دين سميث (بالإنجليزية: Robert Dean Smith)‏ هو مغني أوبرا أمريكي، ولد في 2 مايو 1956 في كانساس سيتي في الولايات المتحدة.

## وصلات خارجية
- الموقع الرسمي
- روبرت دين سميث على موقع ميوزك برينز (الإنجليزية)
- روبرت دين سميث على موقع ديسكوغز (الإنجليزية)